# Amateurs (película)
Amateurs es una película española, dirigida por Gabriel Velázquez en el año 2008.

## Argumento
Julio es un arisco obrero de 65 años que vive en el madrileño barrio de Vallecas. Toda su vida ha estado sólo, y ahora está dispuesto a enfrentarse, también en solitario, a su próxima jubilación. Un día, una jovencita llegada de Marsella llama a su puerta con la pista de que allí vive su padre. Desconcertado y sin saber qué hacer, Julio tiene que tomar la decisión más difícil de su vida: renegar de una adolescente de la que no tiene seguro ser su padre o acogerla como remedio para su soledad.

## Comentario
Estrenada en Salamanca fue seleccionada para participar en el Festival Internacional de Cine de San Sebastián dentro de la sección Zabaltegi en su edición del año 2008